# Horní Žukov
Horní Žukov (polsky Żuków Górny, německy Ober Zukau) je součást města Český Těšín v okrese Karviná na historickém území Těšínska.
V současné době umožňuje sportovní vyžití v obci TJ Slovan Horní Žukov. Diakonickou činnost evangelické církve provozuje Slezská diakonie, která má v Horním Žukově středisko Eben-Ezer s terapeutickými dílnami a bydlením pro postižené lidi.

## Název
Jméno vesnice bylo odvozeno od osobního jména Žuk (totožného s obecným žuk – brouk). Význam místního jména byl „Žukův majetek“. Přívlastek Horní se používal od první čtvrtiny 16. století.

## Historie

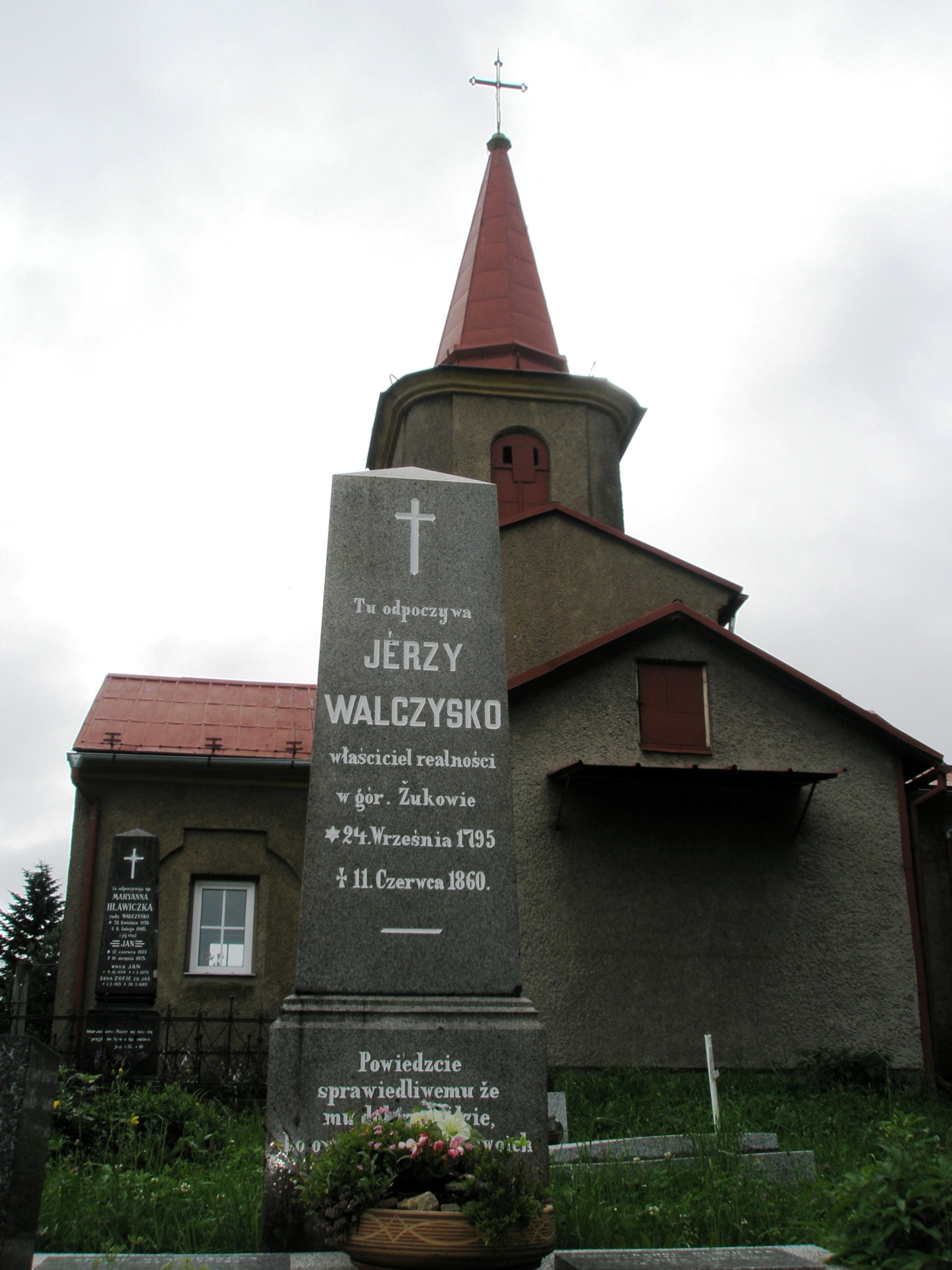
Evangelická hřbitovní kaple v Horním Žukově s náhrobním kamenem fundátora hřbitova

V historických dokumentech je ves Žukov poprvé připomínána roku 1229.
Evangelická škola byla v Horním Žukově založena krátce po vydání tolerančního patentu v 18. století. Pro katolické děti byla škola založena roku 1830. V obou školách byl český vyučovací jazyk v průběhu 19. století nahrazen polštinou.[zdroj?] Obě školy byly spojeny roku 1926, kdy v obci vznikla i česká škola.[zdroj?] V letech 1880–1912 působil v Horním Žukově učitel Jan Śliwka (3. července 1851 – 18. září 1912), iniciátor činnosti dobrovolných hasičů v obci (od roku 1900).
Počátkem 40. let 19. století byl v Horním Žukově založen evangelický hřbitov, který byl posvěcen roku 1843. Na hřbitově stojí kaple. Hřbitov s kaplí spravovala Evangelická školní a hřbitovní obec; od 50. let 20. století patří ke sboru Slezské církve evangelické augsburského vyznání v Třanovicích. Roku 1906 byl v obci založen i katolický hřbitov, vedle kterého byl roku 1908 vystavěn a posvěcen filiální kostel svatého Josefa, Dělníka, Římskokatolické farnosti Český Těšín. V Horním Žukově se nachází socha sv. Jana Nepomuckého, která je zapsána do seznamu kulturních památek ČR.
Dne 1. ledna 1975 byl Horní Žukov sloučen s Českým Těšínem.

### Starostové Horního Žukova
- ? Jan Gaszek († 1870)
- 1862–1892: Jan Hławiczka starší (1833–1925)
- 1892–1906: Józef Junga († 1917),
- 1906–1931: Jan Hławiczka mladší (1873–1932)
- 1933–1938: Alojzy Branny
- 1938–1939: Karol Junga (1887–1943)
- 1939–1943: Johann Broda
- 1943–1945: Paul Danys

## Osobnosti
- Adam Sikora (1846–1910), polský národní činitel
- Karol Junga (1887–1943), československý politik polské národnosti a katolického vyznání, národní a spolkový činovník
- Walerian Bugel (1968–2020), pedagog, teolog a římskokatolický kněz
- Vladislav Galgonek (* 1946), fotograf a fotoreportér